# Bruno Kasdorf

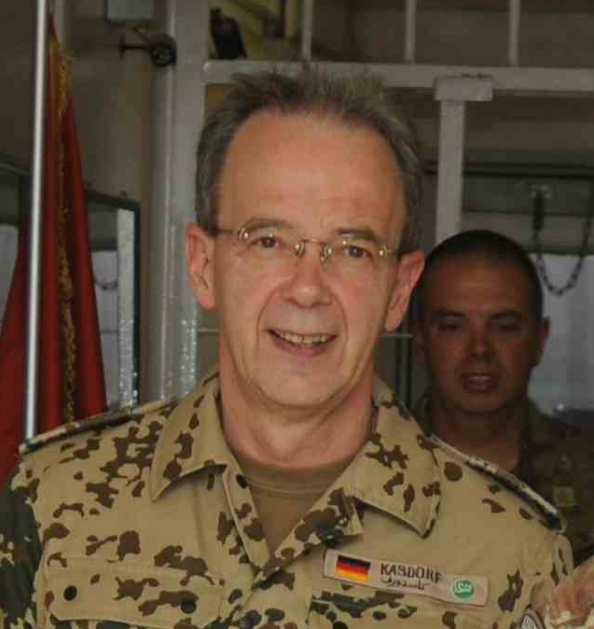
Bruno Kasdorf

Bruno Kasdorf (* 25. Oktober 1952 in Heidmühle) ist ein Generalleutnant a. D. des Heeres der Bundeswehr. In seiner letzten Verwendung war er von September 2012 bis Juli 2015 Inspekteur des Heeres.

## Militärische Laufbahn

### Ausbildung und erste Verwendungen
Am 1. Juli 1973 trat Kasdorf als Offizieranwärter in den Dienst der Bundeswehr und wurde bis 1975 bei der Panzergrenadiertruppe zum Offizier ausgebildet. Von 1975 bis 1978 studierte er Wirtschafts- und Organisationswissenschaft an der Universität der Bundeswehr in Hamburg und schloss dieses Studium als Diplom-Kaufmann ab. Anschließend diente Kasdorf bis 1985 als Zugführer und später als Kompaniechef bei den Panzergrenadierbataillonen 311 und 313 in Varel. Nach dieser Truppenverwendung wurde er abermals nach Hamburg versetzt und absolvierte von 1985 bis 1987 den Generalstabslehrgang an der dortigen Führungsakademie der Bundeswehr.
Im Anschluss an diese Ausbildung wurde er nach Ulm versetzt und diente dort bis 1989 als Stabsoffizier in der Operationsabteilung (G3) des Stabes des II. Korps. Danach wurde er in die Vereinigten Staaten versetzt und absolvierte dort von 1989 bis 1990 in Fort Leavenworth, Kansas, den Generalstabslehrgang am Command and General Staff College der US Army. Zurück in Deutschland wurde Kasdorf nach Bonn ins Bundesministerium der Verteidigung versetzt und diente dort bis 1992 als Referent im Führungsstab der Streitkräfte (FüS IV 1). Von 1992 bis 1994 übernahm er wieder ein Truppenkommando, diesmal als Oberstleutnant das Panzergrenadierbataillon 323 in Schwanewede. Von 1994 bis 1997 diente Kasdorf dann wieder in Bonn, zuerst im Planungsstab des Bundesministers Volker Rühe (CDU) und anschließend als Bereichsleiter Einsatzplanung im Führungszentrum der Bundeswehr. Danach diente er von 1997 bis 1999 im Stab des IV. Korps in Potsdam als Abteilungsleiter für Operationen (G3) unter dem Kommando von Joachim Spiering und Hans-Peter von Kirchbach.
Von 1999 bis 2000 absolvierte Kasdorf, abermals in den Vereinigten Staaten, einen Lehrgang am US Army War College in Carlisle, Pennsylvania. Wieder in Deutschland holte ihn der damalige Inspekteur des Heeres Helmut Willmann von 2000 bis 2001 in den Führungsstab des Heeres, wo Kasdorf als Leiter der Arbeitsgruppe „Weiterentwicklung des Heeres“ fungierte. Nach diesen Stabsverwendungen übernahm Kasdorf von 2001 bis 2003 wieder ein Truppenkommando. Dafür wurde der Oberst nach Amberg versetzt und übernahm das Kommando über die dortige Panzerbrigade 12. In dieser Funktion absolvierte er vom November 2002 bis zum Juni 2003 einen Auslandseinsatz in Bosnien und Herzegowina und diente dort als Chef des Stabes der SFOR unter dem Kommando US-Amerikaners William E. Ward.

### Dienst im Generalsrang

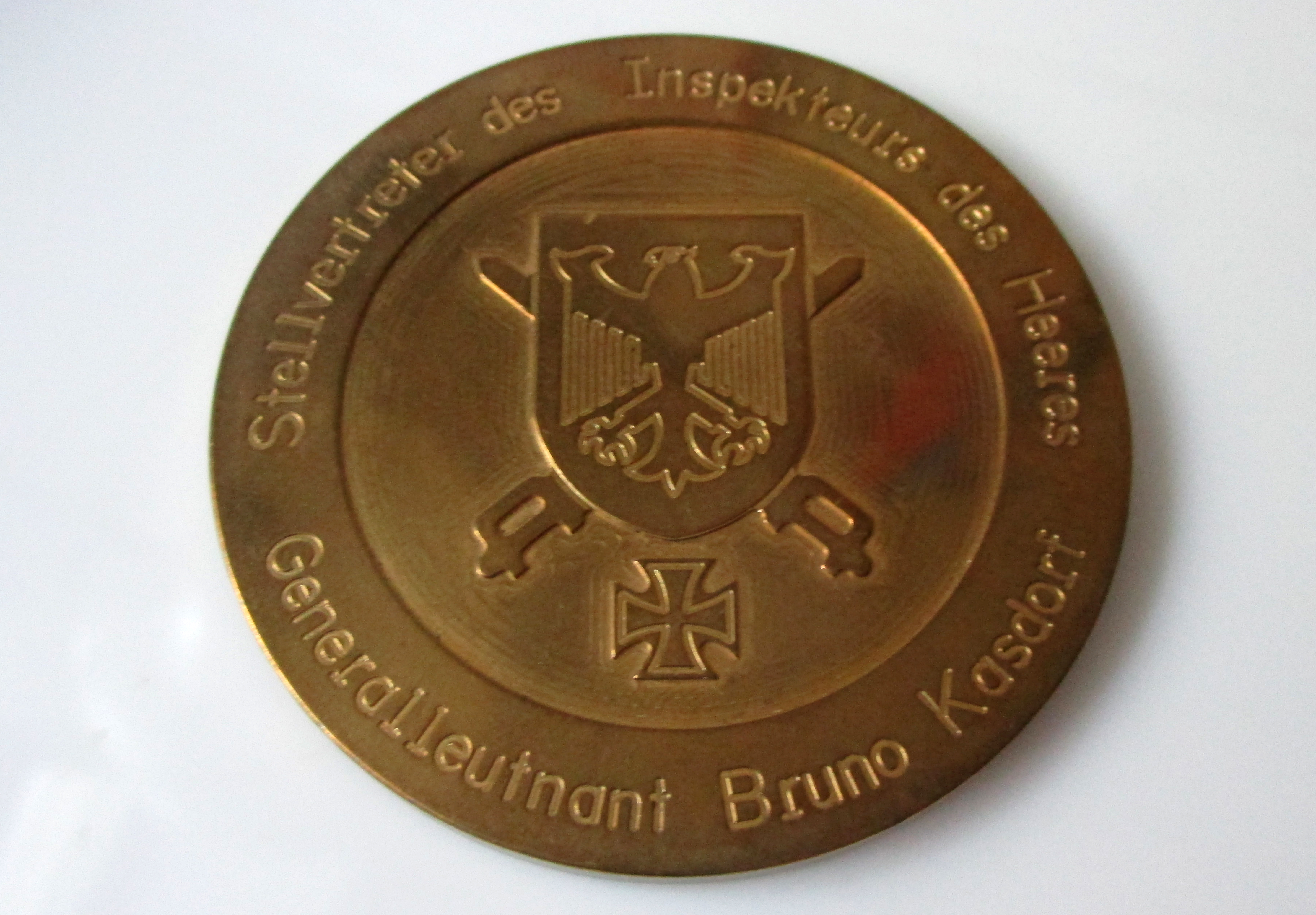
Bundeswehr Auszeichnung - Messingehrenmedaillie verliehen vom Stellvertreter des Inspekteurs des Heeres - Generalleutnant Bruno Kasdorf - Frontseite

Nachdem Kasdorf vom Balkan zurückgekehrt war, diente er als Brigadegeneral vom 1. Oktober 2003 bis zum 7. April 2006 als Chef des Stabes des Heeresführungskommandos unter Axel Bürgener und Wolfgang Otto. Im Mai 2006 übernahm er schließlich in Neubrandenburg als Generalmajor das Kommando über die 14. Panzergrenadierdivision und führte diese als vorletzter Kommandeur bis zum 14. Dezember 2006. Nach dieser Verwendung war er vom 1. Januar bis zum 1. Dezember 2007 Chef des Stabes der ISAF in Afghanistan unter dem Kommando von US-General Dan K. McNeill. Diesen Posten gab er an Hans-Lothar Domröse ab und übernahm zum 1. Januar 2008 den Posten des stellvertretenden Befehlshabers im Heeresführungskommando unter Wolfgang Otto und Carl-Hubertus von Butler.
Nachdem der Bundesminister der Verteidigung, Karl-Theodor zu Guttenberg, im Dezember 2009 Generalleutnant Volker Wieker als Generalinspekteurs der Bundeswehr designiert hatte, wurde am 6. Januar 2010 bekannt, dass Kasdorf – zum Generalleutnant ernannt – Wiekers Posten in Kabul übernehmen und damit abermals als Chef des Stabes im ISAF-Hauptquartier in Afghanistan dienen soll. Diese Aufgabe übernahm er im Februar 2010 und diente zunächst unter Stanley A. McChrystal, nach dessen Ablösung David H. Petraeus. Am 22. Juni 2010 übergab Kasdorf den Posten des stellvertretenden Befehlshabers des Heeresführungskommandos an Reinhard Kammerer und am 11. August 2010 folgte der Franzose Gilles Fugier ihm als Chefs des Stabes der ISAF.
Zurück in Deutschland wurde Kasdorf am 16. September 2010 Nachfolger von Günter Weiler auf dem Dienstposten des Stellvertretenden Inspekteurs des Heeres. Am 11. September 2012, im Rahmen des Aufstellungsappells des Kommandos Heer in Strausberg, folgte er Werner Freers als Inspekteur des Heeres.
Verdiente Soldaten zeichnete Kasdorf mit einer Ehrenmedaille aus Messing aus. Die Rückseite zieren drei Sterne und seine eingravierte Unterschrift. Am 16. Juli 2015 wurde Kasdorf in Dresden mit einem großen Zapfenstreich in den Ruhestand verabschiedet, sein Nachfolger wurde Generalleutnant Jörg Vollmer.

### Privates
Kasdorf ist verheiratet und hat vier Kinder. Er spricht Englisch und Spanisch.

## Ehrungen
- 2010: Verdienstkreuz am Bande der Bundesrepublik Deutschland